# Running Free
Running Free är en känd låt och den första singeln av det brittiska heavy metalbandet Iron Maiden. Singeln släpptes som den första till det självtitlade debutalbumet Iron Maiden, den 8 februari, 1980. Den första veckan sålde den över 10 000 exemplar i England, vilket gör det stort eftersom bandet aldrig spelats på radio eller tagits upp i media. 
B-sidan på singeln, Burning Ambition, var den första som Steve Harris skrivit helt själv. Han skrev den under tiden i Gypsy Kiss men bandet ville inte spela den.
Omslaget är känt som det första officiella "Eddieomslaget", där maskoten Eddie finns med, ritad av Derek Riggs. Eddie har mer eller mindre prytt alla singelomslag och han finns med på alla skivomslag som Iron Maiden har släppt.
Dock är hans ansikte skymt för att bandet inte ville avslöja hans utseende förrän albumet var släppt. 
Låten är tillsammans med Iron Maiden, Sanctuary, Wratchchild och Murders in the Rue Morgue de enda som har framförts live av alla de tre sångarna Paul Di'Anno, Bruce Dickinson och Blaze Bayley.
1985 släpptes en liveversion på singeln, tagen från albumet Live After Death. Detta skulle också bli den första singeln som inte pryddes av Eddie på omslaget.
Singeln nådde plats 34 på brittiska topplistan.

## Låtlista

### Singel släppt 1980
1. Running Free (Di'Anno/Harris)
2. Burning Ambition (Harris)

### Livesingel släppt 1985
1. "Running Free" (Paul Di'Anno, Steve Harris) – 3:28
2. "Sanctuary (live)" (Iron Maiden) – 4:41
3. "Murders In The Rue Morgue (live)" (Steve Harris)- 4:33

## Banduppsättning

### 1980 singel
- Paul Di'Anno - sång
- Dave Murray - gitarr
- Dennis Stratton - gitarr (På Running Free)
- Steve Harris - elbas
- Clive Burr - trummor (På Running Free)
- Doug Sampson - trummor (På Burning Ambition)

### 1985 livesingel
- Bruce Dickinson – vokalist
- Dave Murray – gitarr
- Adrian Smith – gitarr
- Steve Harris – elbas
- Nicko McBrain – trummor